# Movita Castaneda
María Luisa "Movita" Castaneda (Nogales, Arizona, 12 de abril de 1916 - Los Ángeles, California, 12 de febrero de 2015) fue una actriz mexicano-estadounidense conocida por ser la segunda esposa del actor Marlon Brando. 
A principios de 1940, Movita se casó con el boxeador, cantante y actor irlandés Jack Doyle. Su matrimonio no duró mucho tiempo.
Conoció a Marlon Brando a finales de 1950, después de divorciarse él de Anna Kashfi. Movita, ocho años mayor que Brando, tendría dos hijos con el actor: Miko Brando (n. 1961) y Rebecca Brando Kotlizky (n. 1966). 
En el cine, Movita interpretaba papeles de mujeres exóticas y cantantes, como en Volando a Río (1933) y Rebelión a bordo (Mutiny on the Bounty) (1935). Curiosamente, Brando protagonizaría la segunda versión de este film, estrenada en 1962.

## Carrera
Movita, que nació en un tren que iba de México a Arizona, comenzó su carrera cinematográfica con Ginger Rogers y Fred Astaire en la primera película del dúo: Volando a Río. Continuó interpretando a mujeres exóticas en películas de idiomas inglés y español, notablemente en Rebelión a bordo (Mutiny on the Bounty) junto a Clark Gable y Franchot Tone, luego protagonizó en Rose of the Rio Grande y Wolf Call y en The Girl from Rio con Warren Hull. Protagonizó en Tower of Terror junto a Wilfrid Lawson y Michael Rennie. Después de un descanso, apareció en Fort Apache, luego representó el personaje principal femenino en The Mysterious Desperado y Saddle Legion.